# U-123 (1940)
U-123 — большая океанская немецкая подводная лодка типа IX-B, времён Второй мировой войны.

## История строительства
Заказ на постройку U-123 был выдан 15 декабря 1937 года. Лодка заложена 15 апреля 1939 года на верфи АГ Везер, Бремен, под строительным номером 955. Спуск на воду состоялся 2 марта 1940 года, введена в строй 30 мая 1940 года под командованием капитан-лейтенанта Карла-Хайнца Мёле.

## История службы
Входила в 2-ю флотилию до 1 августа 1944 года. Совершила 12 боевых походов, потопила 42 судна (219 924 брт), 1 военный корабль (683 брт), 1 вспомогательное военное судно (3 209 бтр), повредила 5 судов (39 584 брт) и 1 вспомогательное военное судно (13 984 брт). Затоплена 17 июня 1944 во французском городе Лорьян.

## Рыцари
Из 144 подводников-кавалеров Рыцарского креста большинство были командирами, 14 человек были главными инженерами, 7 — другими членами экипажа.
U-123 примечательна рекордным количеством кавалеров Рыцарского железного креста на борту. Кроме последовательно сменивших друг друга трёх командиров — капитан-лейтенанта Карла-Гейнца Мёле, капитан-лейтенанта Рейнхарда Хардегена и оберлейтенанта Хорста фон Шрётера, в состав экипажа лодки входили награждённые Рыцарскими крестами оберлейтенант главный инженер Рейнхардт Кёниг, служивший ранее на «Атлантисе», штурман Вальтер Кэдинг, который прокладывал маршруты всех походов лодки и пробыл на борту более 700 дней, и боцман Рудольф Мюльбауэр, дважды обнаруживавший опасность и тем спасавший корабль от гибели, он провёл на лодке 748 дней.

## Послевоенная служба
U-123 была поднята французами в 1945 году и вошла в состав французского флота под обозначением "Блезон" (Blaison, Q165), прослужив почти 15 лет. Выведена из состава флота Франции 18 августа 1959, впоследствии разделана на металл.

## Галерея
- В море, январь-февраль 1942
- Лорьян, февраль 1942